# Llista de seleccions esportives de nacions sense estat
La llista de seleccions esportives de nacions sense estat conté aquelles seleccions esportives de nacions sense estat.

## Regne Unit
El cas més conegut és el del Regne Unit. Aquest país compta, a més de la selecció nacional del Regne Unit - que participa en els jocs olímpics- i de la selecció nacional de Gran Bretanya -que participa en ben poques proves-, amb 17 combinats més que en depenen: 
- Bermudes (reconeguda per 31 federacions internacionals)
- Anglaterra (per 20)
- Escòcia (per 20)
- Gal·les (per 19)
- Gibraltar (per 12)
- Irlanda del Nord (per 8)
- Montserrat (per dues)
- Anguilla
- Guernsey
- Illes Caiman
- Illa de Man
- Illes Turks i Caicos
- Illes Verges Britàniques
- illa de Jersey
- Illes Malvines (Falkland)
- Santa Helena

## Estats Units
Els Estats Units d'Amèrica, que a més de la selecció nacional presenten les seleccions de: 
- Puerto Rico (reconeguda per 46 federacions internacionals)
- Illes Verges Americanes (per 28)
- Guam (per 26)
- Samoa Americana (per 22)
- Illes Mariannes del Nord (per 15)
- Alaska
- Hawaii

## França
França permet també la participació de: 
- Tahití (reconeguda per 16 federacions internacionals)
- Guadeloupe
- Guaiana Francesa
- Martinica
- Nova Caledònia
- Reunió

## Països Baixos
Els Països Baixos presenten altres seleccions com: 
- Aruba (reconeguda per 28 federacions internacionals),
- Antilles Neerlandeses (per 25)
- Bonaire
- Curaçao

## Xina
També és notori el cas de la Xina, que presenta tres seleccions més a part de la nacional (República Popular de la Xina): 
- Taiwan (reconeguda per 54 federacions)
- Hong Kong (per 50)
- Macau (per 31)

## Espanya
- Catalunya (vegeu Seleccions esportives catalanes)

## Altres
Altres territoris amb seleccions reconegudes són: 
- Palestina (reconeguda per 23 federacions internacionals)
- Illes Fèroe (Dinamarca), (per 10)
- Groenlàndia (Dinamarca), (per 5)
- Flandes (Bèlgica)
- Illa Norfolk (Austràlia)
- Quebec (Canadà)